# 印度尼西亞河流列表
印度尼西亞河流列表，列舉全部或部分在印度尼西亞境內的河流，並依照流域排列。支流則由河口至源頭排序。

## 蘇門答臘島
- 穆西河

## 爪哇島
- 芝利翁河
- 芝塔龍河
- 布蘭塔斯河
- 梭羅河

## 加里曼丹島（婆羅洲）
- 卡普阿斯河
- 卡哈揚河
- 馬哈坎河

## 帝汶島
- 洛伊斯河：跨國河流，中游為印尼與東帝汶界河，下游位於東帝汶境內。

## 新幾內亞島
- 塞皮克河：跨國河流，上、下游皆在巴布亞新幾內亞境內。
- 曼伯拉莫河
  - 塔里庫河
  - 塔里塔圖河
- 馬老河